# Baumschlager & Eberle

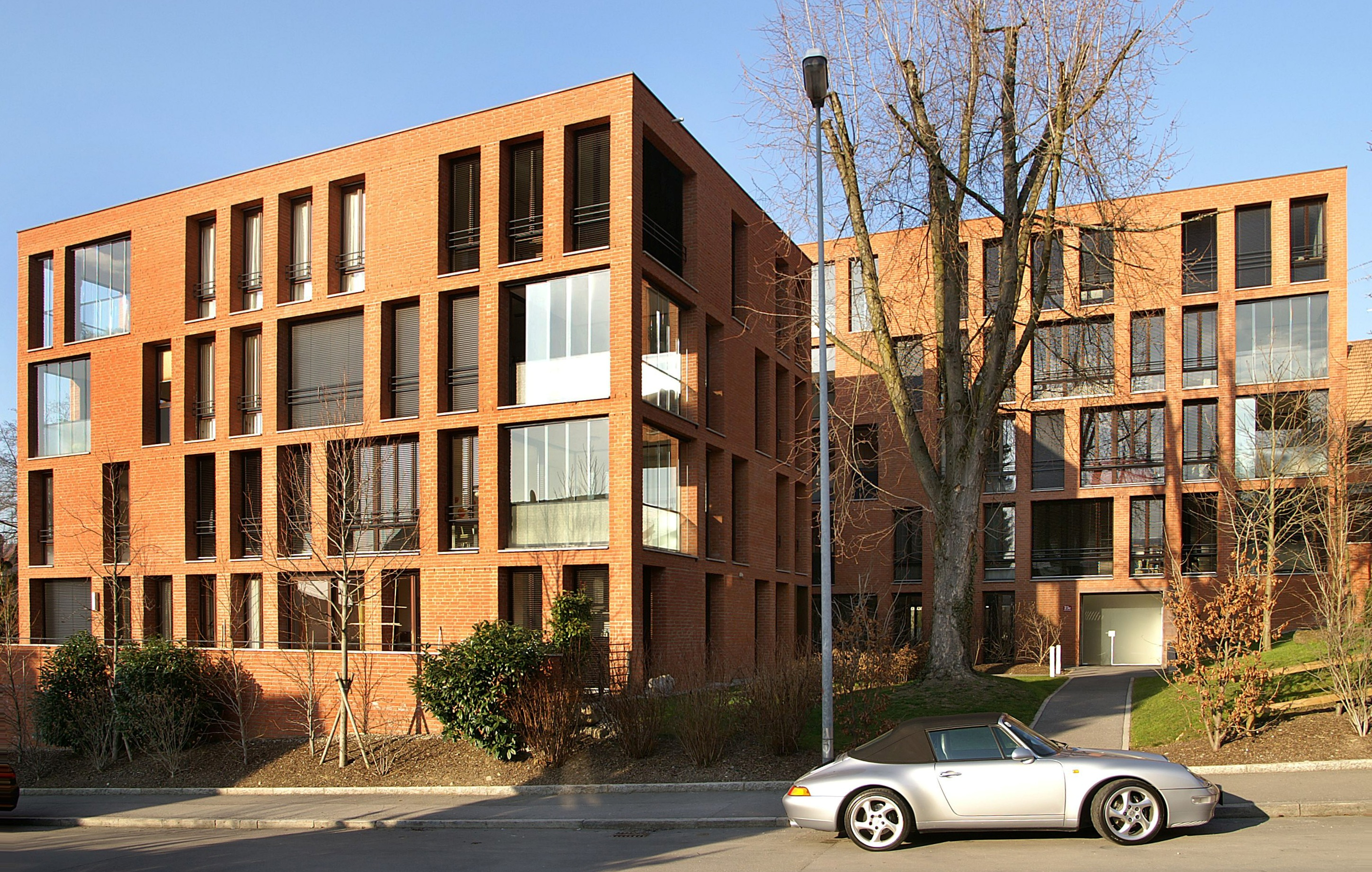
Bostadshus vid Rosenstrasse, Dornbirn, Österrike, 2003

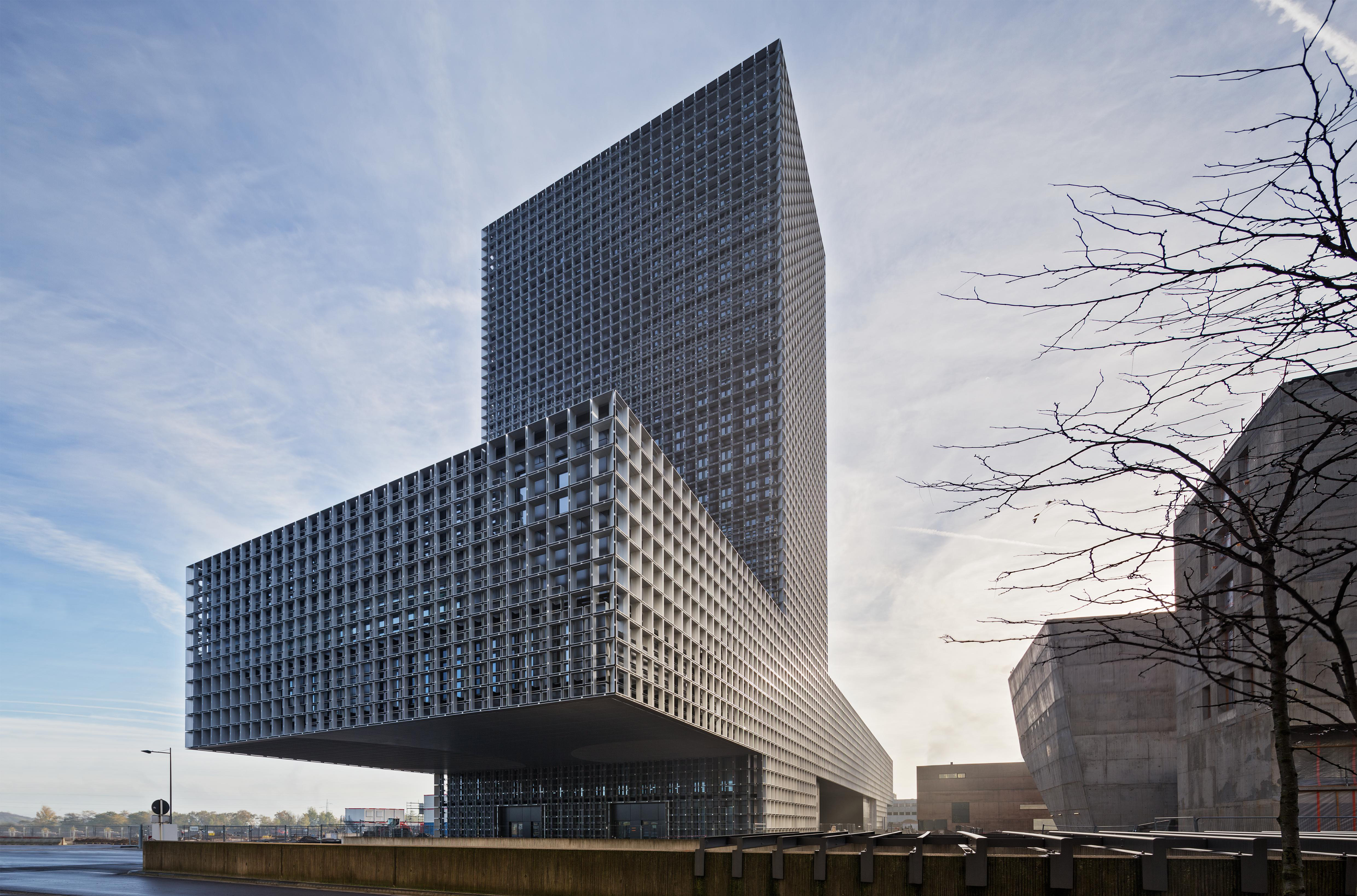
Maison du Savoir i Esch-sur-Alzette, Luxemburg, 2015

Baumschlager & Eberle är en arkitektbyrå i  Vorarlberg i Österrike.
Baumschlager & Eberle grundades 1985 i Voralpenberg av Carlo Baumschlager och Dietmar Eberle (född 1952). Den har numera kontor också i Wien, St. Gallen (Schweiz), Zürich (Schweiz), Vaduz (Liechtenstein) och Beijing (Kina).

## Projekt i urval
- Wiens flygplats, Terminal 3, Österrike (2005)
- Moma bostadshus, Beijing, Kina (2005)
- ETH e-science Lab, Zürich, Schweiz (2008)
- Campus Diakonie, Düsseldorf, Tyskland (2010)
- Maison du Savoir, Luxemburgs universitet, Luxemburg (2015)
- Arthotel Île Seguin, Boulogne-Billancourt, Frankrike (2019–2022)

## Bildgalleri

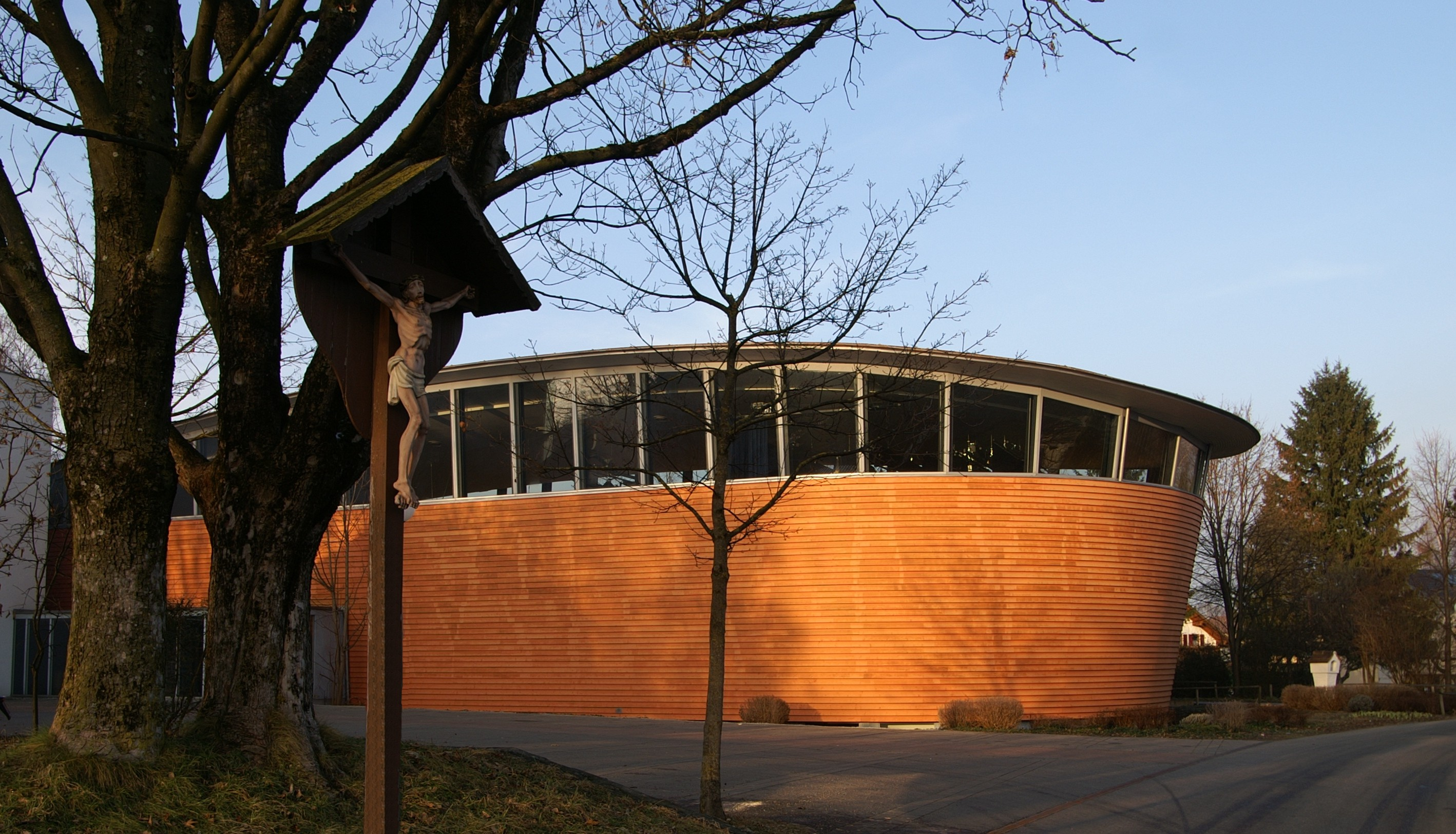
J.J.Ender-Saal i Mäder, Österrike, 1994
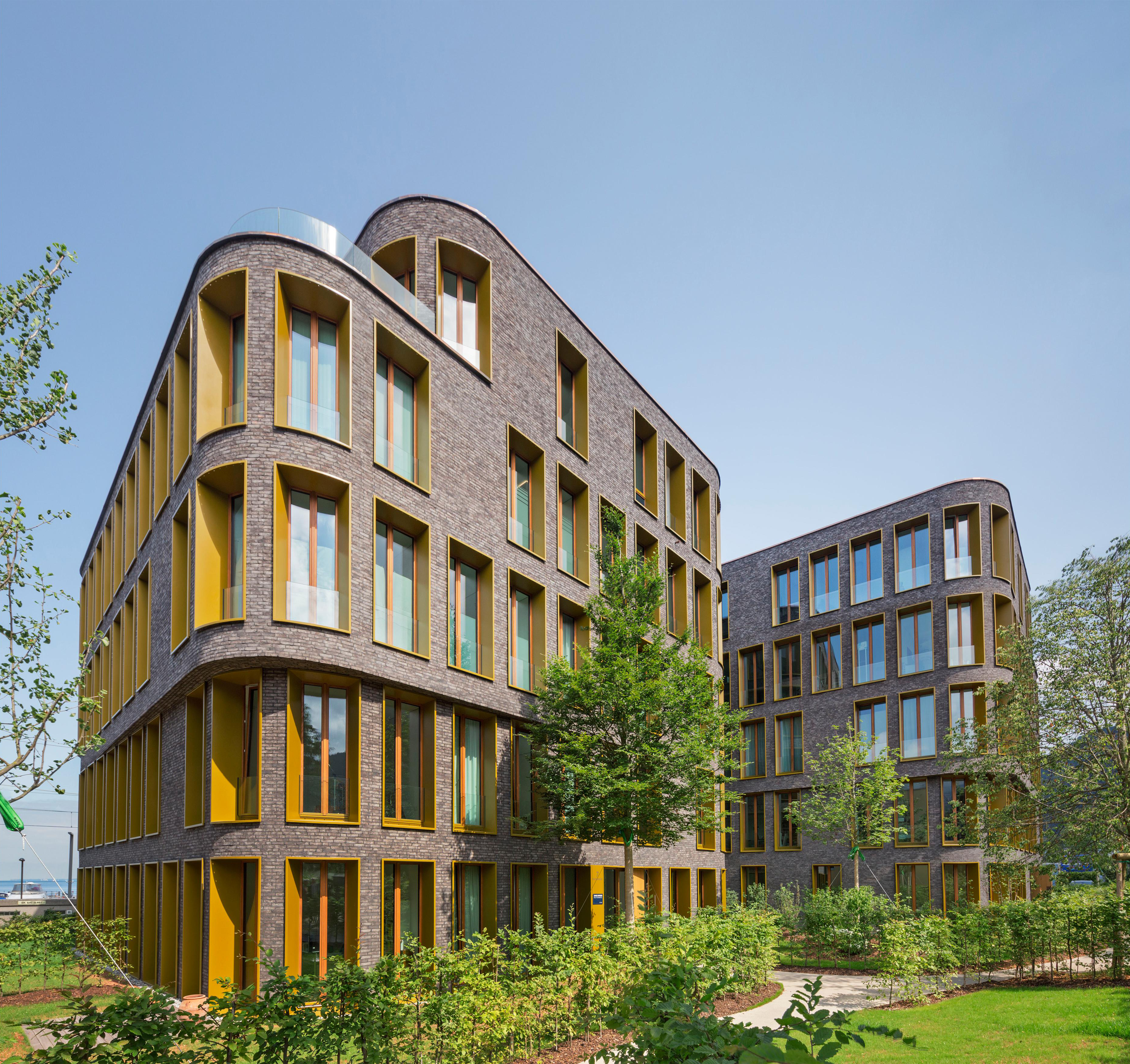
Bostadshuset Schlachter i Bregenz, Österrike
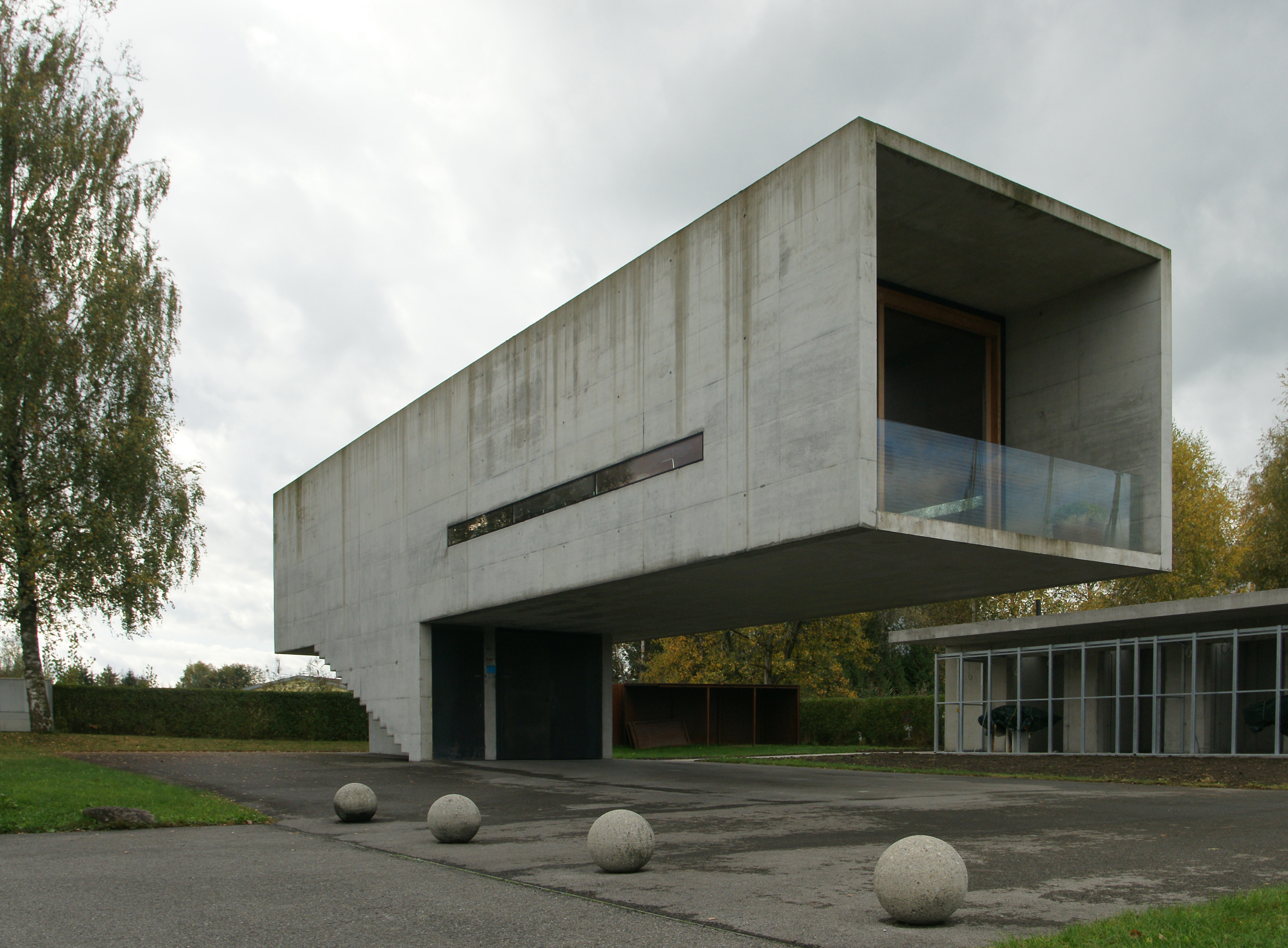
Kontor i Fussach i Österrike, 2000
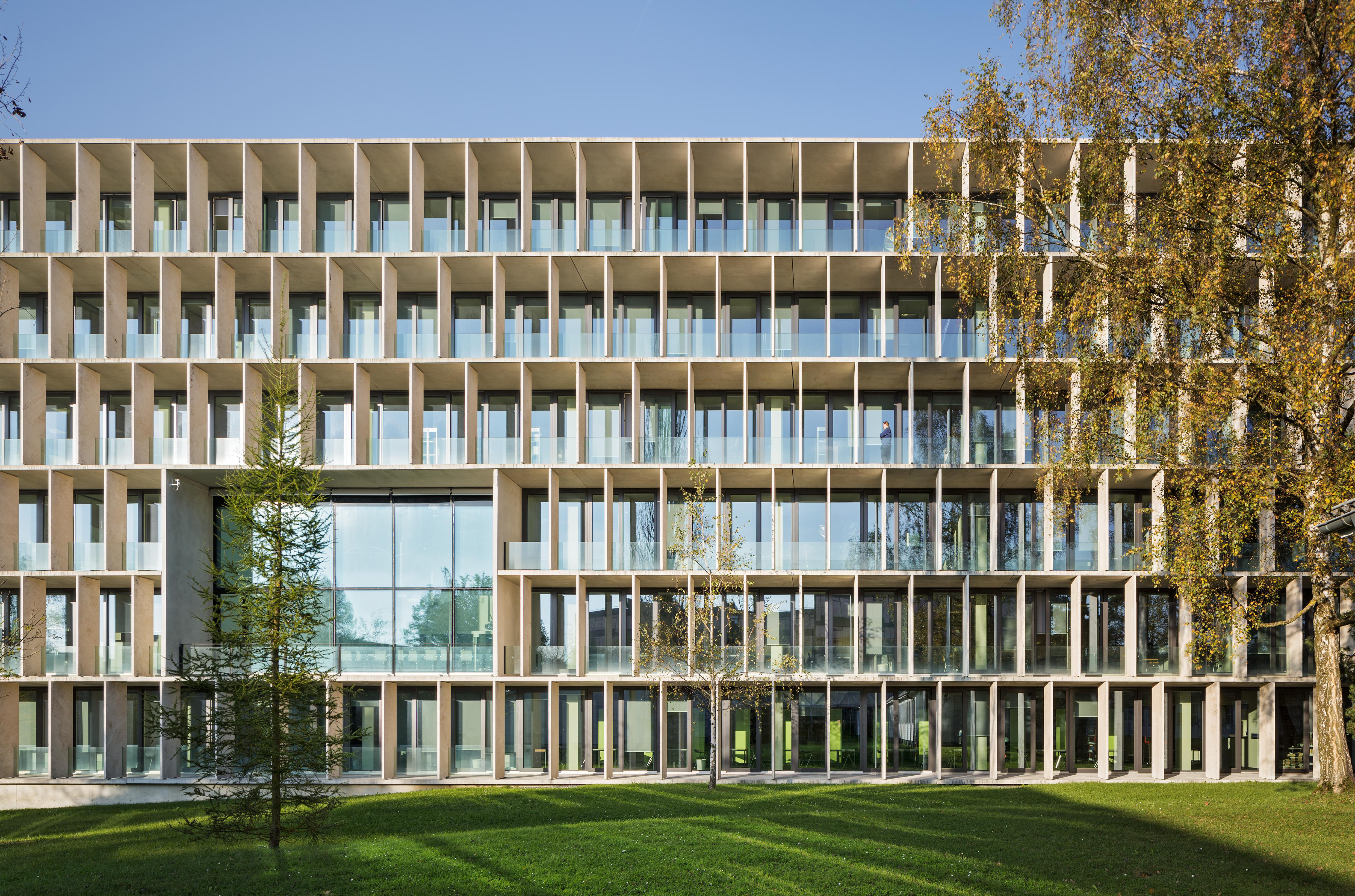
Byggnad på Tekniska högskolan i Zürich, 2008
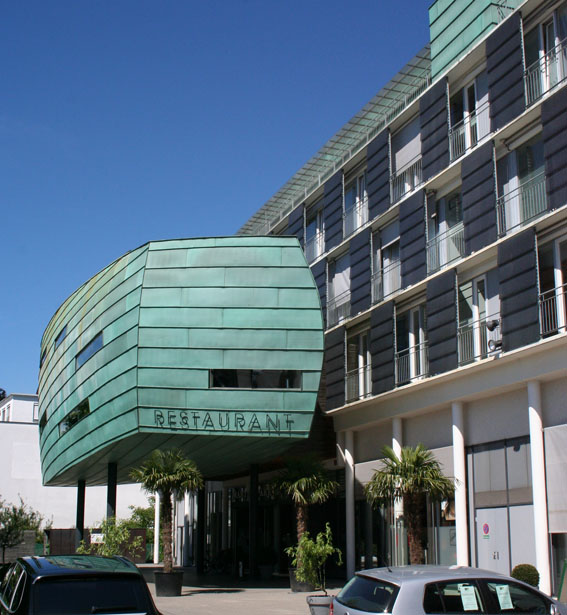
Hotel Martinspark, Dornbirn, Österrike
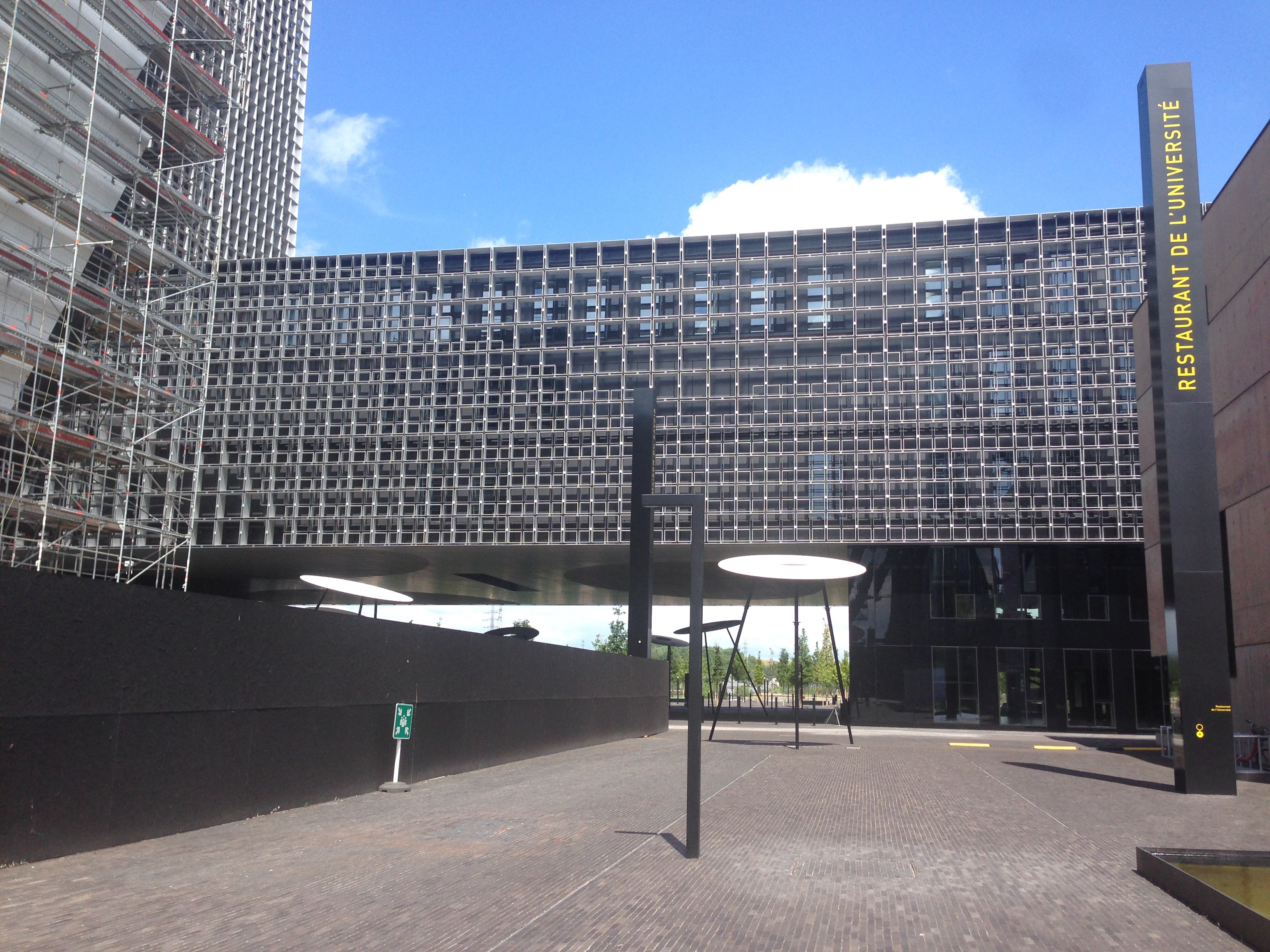
Maison du Savoir i Esch-sur-Alzette, Luxemburg, 2015
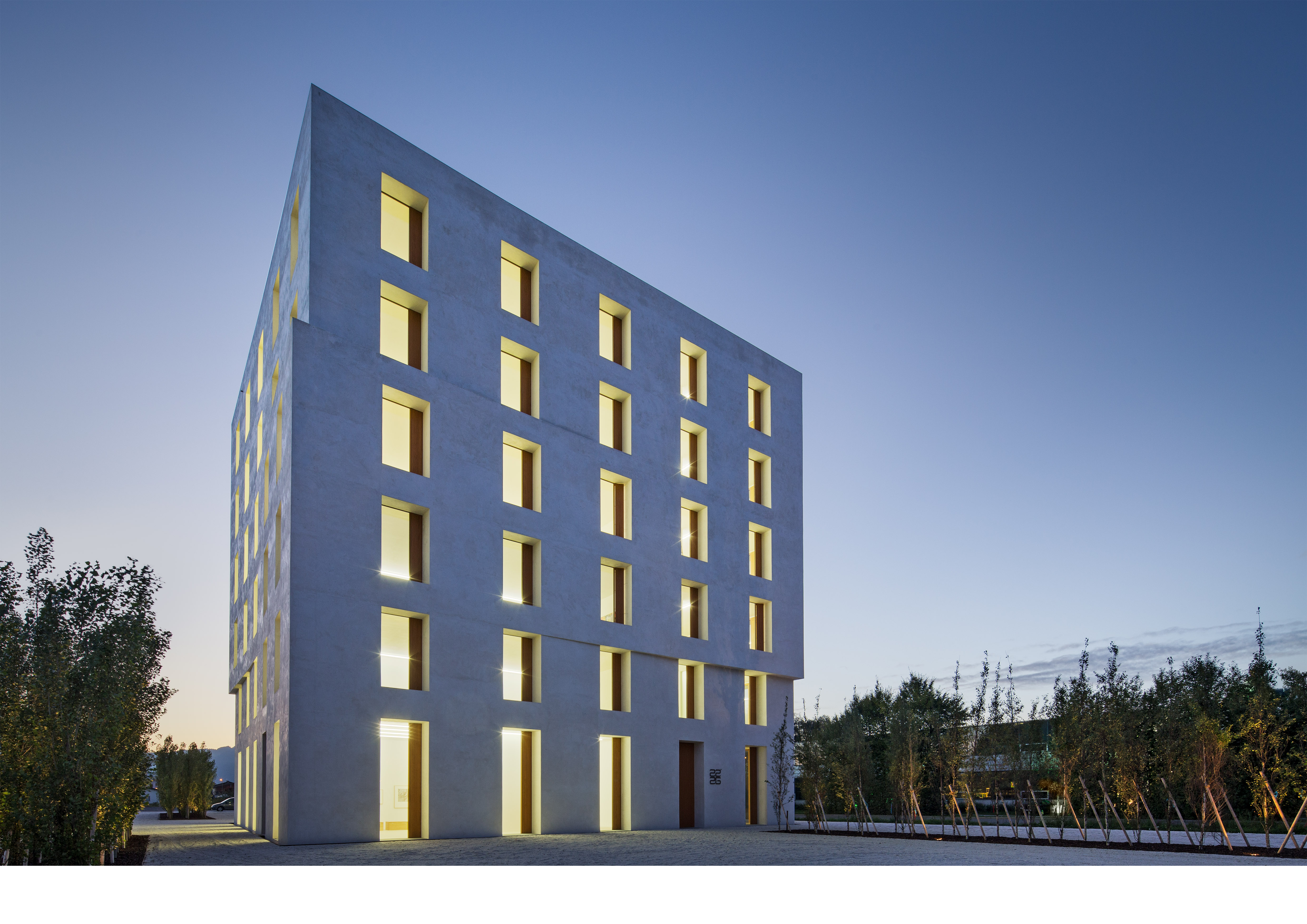
Bostadshus i Lustenau i Österrike